# Ewald Gossy
Ewald Gossy (* 9. Juni 1959 in Oberwart) ist ein österreichischer Politiker (SPÖ). Er war von 1999 bis 2010 Abgeordneter zum Burgenländischen Landtag.

## Leben
Gossy wurde als Sohn des Baggerfahrers Franz Gossy aus Hannersdorf geboren und besuchte die Volksschule und die Hauptschule in Oberwart. Er erlernte im Anschluss den Beruf des Werkzeugmachers an der Berufsschule Pinkafeld und Neunkirchen. Er leistete 1979 den Präsenzdienst ab und wurde Wachtmeister der Reserve. Seit dem 1. Juli 1989 ist er Angestellter des Österreichischen Gewerkschaftsbunds und war zuletzt als Regionalsekretär beschäftigt. Seit 1994 ist er zudem Obmann des Vereins „Arbeits- und Beschäftigungsoffensive Südburgenland“. Gossy lebt in Oberwart. Außerdem spielt er noch immer Fußball im Burgenland bei dem Verein SV "die Allee" Zuberbach.

## Politik
Ab dem 18. März 1999 vertrat Gossy die SPÖ im Landtag. Er war Mitglied im Rechtsausschuss, im Immunitäts- und Unvereinbarkeitsausschuss, im Finanz-, Budget- und Haushaltsausschuss sowie im Ausschuss für europäische Integration und grenzüberschreitende Zusammenarbeit. Zudem hatte er die Funktion des SPÖ-Bereichssprechers für Arbeitsmarktpolitik und Pendler inne. Nachdem Gossy bei der Landtagswahl im Burgenland 2010 das SPÖ-interne Vorzugsstimmenduell gegen Kurt Maczek verloren hatte, schied er per 24. Juni 2010 aus dem Landtag aus.